# Abu Abdallah asch-Schafi
Abu Abdallah asch-Shafi alias Mulla Wuria Hawleri  alias Warba Holiri al-Kurdi alias Dschaʿfar Hasan Quta ist ein irakisch-kurdischer Islamistenführer.
Geboren wurde Asch-Schafi in dem Dorf Gwer nahe Erbil. Er war in den 80er Jahren bei der irakischen Armee, kam dann zur Islamischen Einheitsbewegung Kurdistan. 1993 ging er nach Afghanistan, wo er eine terroristische Ausbildung erhalten haben soll. 
Mit der Gruppe Markas (Zentrum) spaltete er sich von der Islamischen Einheitsbewegung Kurdistan ab, um sich am 1. September 2001 mit anderen Gruppen zur Dschund al-Islam (Soldaten des Islam) zu vereinigen, deren Emir (Anführer) er wurde. 
Diese ging dann am 10. Dezember 2001 in der Gruppe Ansar al-Islam (Helfer des Islam) auf, deren Führer Mullah Krekar wurde. Nach der Festnahme Krekars in den Niederlanden 2002 oder auch erst im Jahr 2003 dürfte asch-Schafi der Führer von Ansar al-Islam geworden sein; eine andere Bezeichnung für Ansar al-Islam ist Ansar as-Sunna (Verteidiger der Überlieferung). 
Abu Abdallah asch-Shafi wurde 2010 von US- und kurdischen Spezialeinheiten festgenommen.